# Parafia św. Andrzeja Boboli w Biesowicach
Parafia pw. św. Andrzeja Boboli w Biesowicach – parafia należąca do dekanatu Polanów, diecezji koszalińsko-kołobrzeskiej, metropolii szczecińsko-kamieńskiej. Została utworzona 7 października 1947.  W parafii znajduje się Zgromadzenie Braci Szkół Chrześcijańskich (bracia szkolni), DPS Przytocko.

## Miejsca święte

### Kościół parafialny
Kościół pw. św. Andrzeja Boboli w Biesiowicach
Kościół parafialny został zbudowany w 1891 roku. Jest w stylu neogotyckim. Poświęcony 15 września 1946.

### Kościoły filialne i kaplice
- Kościół pw. Matki Bożej Bolesnej w Płocku[1]
- Kaplica w domu Braci Szkolnych w Przytocku[1]
- Kaplica pw. Najświętszego Serca Pana Jezusa w Domu Pomocy Społecznej w Przytocku[1]
- Punkt odprawiania Mszy św. w Mzdowie[1]